# Maddy O'Reilly
Pour les articles homonymes, voir O'Reilly.
Maddy O’Reilly, née le 3 mai 1990 à Mount Airy, en Caroline du Nord, est une actrice américaine de films pornographiques.

## Biographie
Maddy O'Reilly s'identifie comme bisexuelle.

## Filmographie sélective
Le nom du film est suivi du nom de ses partenaires lors des scènes pornographiques.
- 2011 : My Little Panties 3 avec Danny Mountain
- 2011 : Truth Dare or Bare avec Jessie Andrews (scène 2) ; avec Michael Vegas (scène 5)
- 2012 : Mother-Daughter Exchange Club 24 avec Magdalene St. Michaels
- 2012 : Lesbian Adventures: Strap-On Specialists Vol. 5 avec Dana Vespoli
- 2013 : Lesbian Adventures: Older Women, Younger Girls 3 avec Amber Michaels
- 2013 : Women Seeking Women 91 avec Zoey Holloway
- 2014 : Lesbian Sitters avec Raylene
- 2014 : Love Stories 1 avec Tyler Nixon
- 2015 : We Live Together 39 avec Riley Reid et Malena Morgan
- 2015 : We Live Together 40 avec Shyla Jennings
- 2015 : We Live Together 42 avec Dillion Harper (scène 4) ; avec Malena Morgan et Megan Salinas (scène 6)
- 2016 : Anal Avenue Sluts 2 avec Callie Calypso et Mike Adriano
- 2016 : SquirtQueen avec A.J. Applegate
- 2017 : Art of Lesbian Anal avec Jayden Cole
- 2017 : Lesbian Adventures: Strap-On Specialists 11 avec Dana Vespoli
- 2017 : Women Seeking Women 146 avec Dana DeArmond
- 2018 : Lesbian Massage 3 avec Scarlett Sage
- 2018 : Pussy Lust avec Allie Haze

### Distinctions
Récompenses
Nominations
- 2012 : NightMoves Award : Best New Starlet
- 2013 : AVN Award : Best Boy/Girl Sex Scene - Young & Glamorous 3 avec Manuel Ferrara
- 2013 : AVN Award : Best New Starlet
- 2013 : AVN Award : Best Tease Performance - Young & Glamorous 3
- 2013 : XBIZ Award : Best New Starlet
- 2013 : XBIZ Award : Best Scene – Gonzo/Non-Feature Release - The Bombshells 4 avec Ramon Nomar
- 2013 : XRCO Award : Best Starlet
- 2013 : XRCO Award : Cream Dream